# Свинорилий скунс
Свинори́лий скунс (Conepatus) — ссавець родини скунсових.

## Зовнішній вигляд
Величина скунсів різна, але вчені зробили висновок, що, можливо, свинорилий скунс найбільший представник скунсових. Вони мають коротке хутро, особливо на хвості. Ніс довгастий, ділянка біля рота, щік і носа майже гола, рот має чудову будову для риття ґрунту, подібно до свині. На передніх лапах є великі, сильні кігті, які також використовуються для риття землі. Передні лапи і плечі дуже міцні, їхня анатомія схожа на борсука. Через такі схожості свинорилого скунса іноді називають «борсучим скунсок». Представники цього виду мають лише одну білу смугу, що доволі не схоже на інших скунсів, вона тягнеться від початку вух до самого кінчика хвоста (у різних особин ця смуга починається у різних місцях, від очей, шиї. У деяких свинорилих скунсів є повністю білий хвіст).
Хутро грубе і неприємне на дотик, можливо, саме це врятувало їх від полювання, як на північніших скунсів.

## Ареал
Свинорилий скунс — єдиний вид скунса, який живе в Центральній Америці і займає доволі значну територію. В основному, тваринка мешкає в Центральній Америці, широко поширена в Мексиці. В США живе у Техасі, Нью-Мексико і Аризоні. В Мексиці свинорилий скунс зустрічається на висотах до 3 000 м від рівня моря.

### Місця мешкання
Ці скунси поселяються там де є багато рослинності і комах, можуть поселятись в каньйонах і на скелястих гірських нахилах.
Живуть в норах, які частіше створюють самотужки, але іноді поселяються в норах інших тварин. Найкраще місце для нір біля підгір'я чи біля великих дерев. Для нори може послужить природна западина серед скель. Свинорилі скунси вилізають з нір переважно ввечері і вночі, тому їх поведінка погано досліджена.

## Харчування
Як і інші види скунсових, свинорилий скунс харчується комахами, і навіть виділяється своєю ненаситністю. Хоч його гола морда і не дуже пристосована до вишукування комах, все ж він знаходить дуже багато різних жуків і личинок.

## Класифікація
- Свинорилий скунс Моліни (Conepatus chinga)
- Свинорилий скунс Гумболдта (Conepatus humboldtii)
- Американський свинорилий скунс (Conepatus leuconotus)
- Смугастий свинорилий скунс (Conepatus semistriatus)

Недавні дані показали, що загальний рід, свинорилий скунс, і його вид американський свинорилий скунс — одна й та ж сама тварина. Деякі вчені все ж заперечують цей факт, і виділяють американського свинорилого скунса в окремий вид.